# 秋田浩一
秋田 浩一（あきた こういち、英語: Koichi Akita、1955年9月2日 - ）は、日本の元サッカー選手、指導者、体育学者。駒澤大学体育会サッカー部監督、駒澤大学教授。関東大学サッカー連盟副会長。

## 来歴
茨城県日立市出身。茨城県立水戸商業高等学校、駒澤大学卒業。その後、体育の教員資格を取得するため国士舘大学に編入学し、1981年3月卒業（体育学、学士）。
国士舘大で2年間学びながらサッカーも続け、U23日本代表監督の山本昌邦や元日本代表の柱谷幸一らとも一緒にプレー。1979年の総理大臣杯全日本大学サッカートーナメントで国士舘大は初優勝した。ポジションは高校大学ともセンターフォワード（CF）。1982年、駒澤大学に助手として採用され、サッカー部コーチとなる。
1996年4月から1996年7月まで英国のアスインビラフットボールクラブ、1996年8月から1996年12月までオランダのアムステルダムフットボールクラブマヤックス、1997年1月から1997年3月までイタリアのパルマ・フットボール・クラブで学ぶ。
1997年に駒澤大学サッカー部監督に就任。「ベストポジションフットボール」を掲げる。
2002年、関東大学サッカーリーグ戦1部優勝。2002年から2004年まで総理大臣杯全日本大学サッカートーナメントを3連覇。2004年から2006年まで全日本大学サッカー選手権大会（インカレ）3連覇を果たす。その後、一時低迷するが、2018年のインカレでは決勝に進出。
駒澤大学総合教育研究部 スポーツ・健康科学部門教授。専門はコーチング論。主な担当科目は健康・スポーツ実習（サッカー）。
2021年、全日本大学サッカー選手権大会で阪南大学を決勝で下し14大会ぶり7度目の優勝に導く。

## 選手歴
- 1972-1975　茨城県立水戸商業高等学校
- 1975-1979　駒澤大学
- 1979-1981　国士舘大学（1979年総理大臣杯全日本大学サッカートーナメントで初優勝）

## 指導者歴
- 1982年、駒澤大学サッカー部コーチ（駒澤大学助手）
- 1997年、駒澤大学サッカー部監督[11][12]

## 教員略歴
- 1982年、駒澤大学助手（サッカー部コーチ）
- 年、同　講師
- 年、同　助教授
- 年、総合教育研究部 スポーツ・健康科学部門教授

## 著書
- 共著『保健体育概論』カヅサ出版部、1988.4.（大石武士、太田誠、上山智身、髙橋俊介、長濱友雄、牧野茂、光永吉輝、三幣晴三、宮沢栄作、森本葵、舘岡儀秋、田中佳孝、村松誠、竹田幸夫）共著

論文
- 「オランダサッカーの報告（その2）」1999.3[13]
- 「オランダサッカーの報告（その1）」1998.3[14]
- 「中高年女性の換気およびガス交換Kineticsと有機的作業能との関係」1991.3 江口淳一[15]
- 「サッカーのゲームにおけるキック・パスに関する調査」1985.3
- 「サッカーに於ける"速攻的攻撃"の意義」1984.3 田中佳孝[16]
- 「バックのオーバーラップによる一考察からのW リベロシステムの戦術分析」1983.3 田中佳孝[17]

## 主な教え子
- 1997年度卒 - 金子誠、斉藤雅人、三上和良
- 1998年度卒 - 米山篤志、盛田剛平
- 1999年度卒 - 内田潤、小林慶行
- 2001年度卒 - 小林久晃、桜井繁、三上卓哉、金位漫
- 2002年度卒 - 深井正樹、巻誠一郎
- 2003年度卒 - 小林卓也、中田洋介、那須大亮、橋本早十
- 2004年度卒 - 鈴木祐輔、小林亮、中後雅喜、関光博、太洋一
- 2005年度卒 - 宮崎大志郎、赤嶺真吾
- 2006年度卒 - 廣井友信、巻佑樹、原一樹、筑城和人、柳崎祥兵
- 2007年度卒 - 八角剛史、高崎寛之、菊地光将、塚本泰史
- 2008年度卒 - 森本勇一
- 2009年度卒 - 佐藤佳成、山崎健太
- 2010年度卒 - 金正也
- 2011年度卒 - 砂川太志、林堂眞
- 2012年度卒 - 宮城雅史、湯澤洋介
- 2013年度卒 - 野村政孝、大石健太、山本大貴
- 2014年度卒 - 伊藤槙人
- 2015年度卒 - 中村駿、菊池将太、積田景介
- 2017年度卒 - 熱川徳政
- 2018年度卒 - 安藤翼、中原輝、伊勢渉
- 2019年度卒 - 高橋潤哉、星キョーワァン
- 2020年度卒 - 薬真寺孝弥
- 2021年度卒 - 荒木駿太、江崎巧朗、土信田悠生、宮崎鴻[18]